# Pınarbaşı, Acıpayam
Pınarbaşı là một xã thuộc huyện Acıpayam, tỉnh Denizli, Thổ Nhĩ Kỳ. Dân số thời điểm năm 2010 là 349 người.